# Giuseppe Andreoli (generale)
Giuseppe Andreoli (Milano, 11 giugno 1892 – Kuźnica Żelichowska, 28 gennaio 1945) è stato un generale italiano, veterano della prima guerra mondiale. Durante il corso della seconda guerra mondiale comandò il Raggruppamento tattico "Argens", la 224ª Divisione costiera, e la 2ª Divisione celere "Emanuele Filiberto Testa di Ferro". Catturato dai tedeschi a Cuneo dopo la firma dell'armistizio dell'8 settembre 1943, fu trasferito nell'Offizierlager 64/Z di Schokken, e fu successivamente trucidato dai nazisti a Schelkowhammer, in Polonia, durante una marcia della morte. Il suo assassinio avvenne dopo l'evacuazione del campo di concentramento nel quale era stato deportato assieme ad altri duecento ufficiali generali italiani fatti imprigionare dal Reich nazista.

## Biografia
Nacque a Milano l'11 giugno 1892, figlio di Guglielmo. Avviato alla carriera militare giovanissimo, arruolatosi nel Regio Esercito dal 1909 iniziò a frequentare la Regia Accademia Militare di Artiglieria e Genio di Torino, uscendone il 23 febbraio 1903 con il grado di sottotenente, assegnato all'arma di artiglieria in forza al 10º Reggimento artiglieria da campagna. Promosso tenente, e poi capitano, prese parte alla prima guerra mondiale, venendo promosso due volte per merito di guerra nelle battaglie sul Carso. Nel dopoguerra, in forza al 6º Reggimento artiglieria pesante campale, frequentò i corsi della Scuola di guerra dell'esercito tra il 1922-1923, compiendo poi l'esperimento pratico di servizio allo Stato maggiore delle Divisioni militari di Treviso e quindi di Trieste.
Maggiore nel 1926 (anzianità retroattiva 1918), tenente colonnello nel 1927,  prestò servizio per i successivi dieci anni presso il Corpo di Stato maggiore. Promosso colonnello l 1º gennaio 1937, ebbe il comando del 30º Reggimento artiglieria in forza alla 7ª Divisione fanteria "Lupi di Toscana", col quale fu inviato nell'aprile 1939 in Albania. Nell'agosto seguente fu chiamato a dirigere l'ufficio Informazioni del Comando superiore FF.AA. Albania e lo stesso incarico ebbe l'anno dopo presso il Comando dell'Armata del Po alla vigilia dell'entrata in guerra del Regno d'Italia, avvenuta il successivo 10 giugno 1940.
Partecipò alle operazioni sulla frontiera occidentale contro la Francia. Trasferito ancora allo Stato maggiore, divenne Capo di stato maggiore del IV Corpo d'armata prima, e poi della 9ª Armata (sino al 29 giugno 1941) schierata sul fronte greco-albanese. Promosso generale di brigata dal 1º luglio 1941, ebbe il comando dell'artiglieria del I Corpo d'armata a Torino. Dal 12 gennaio 1943 fu assegnato in servizio presso il comando della 4ª Armata in Provenza con lo speciale incarico di comandare il Raggruppamento tattico "Argens", reparto di formazione celere in posizione di riserva in Provenza, che  venne poi sciolto il 4 aprile.
Successivamente ebbe il comando della 224ª Divisione costiera (dal 26 aprile per sostituzione del generale Luigi Mazzini) e poi della 2ª Divisione celere "Emanuele Filiberto Testa di Ferro" (dal 6 agosto per sostituzione del generale Mario Badino Rossi). Il 26 aprile 1943 fu elevato temporaneamente al rango di generale di divisione.
Dopo l'armistizio dell'8 settembre 1943 fu catturato a Cuneo il 18 dello stesso mese, e deportato su un vagone ferroviario blindato nel campo di prigionia tedesco per ufficiali italiani situato in Polonia destinato a coloro che non vollero aderire alla Repubblica Sociale Italiana. Si trattava dell'Offizierlager 64/Z di Schokken, zweiglager (sottocampo) di Altburgund nella XXI Regione militare (a fine 1944 risulteranno rinchiusi in tale campo duecentosessantasei militari italiani, di cui centosettantasette generali).

### La marcia della morte
Quando a metà del gennaio 1945 l'Armata rossa sovietica era ormai sulla Vistola, i comando nazisti decisero l'evacuazione del campo con trasferimento degli internati a Luckenwalde, località a sud di Berlino. Iniziava così una delle tante marce della morte, con la colonna dei generali che venne divisa in più tronconi. Assieme ad altri sedici compagni di prigionia si fermò con alcuni di essi, durante il cammino, in una taverna alla ricerca di cibo: vennero notati da un sottufficiale della Luftwaffe e denunciati alle SS.
Fu a Kuźnica Żelichowska, il 28 gennaio, prima che la marcia potesse riprendere, che sotto gli occhi di donne polacche e deportati atterriti avvenne la carneficina per coloro che non erano in grado di camminare. Il primo a cadere sotto il fuoco nazista fu il generale di corpo d'armata Carlo Spatocco; poi venne la volta del generale Emanuele Balbo Bertone; quindi toccò ad Alberto Trionfi essere ucciso, e dopo di lui ai generali Alessandro Vaccaneo, Giuseppe Andreoli e Ugo Ferrero.

### Annotazioni
1. ↑  Tale raggruppamento era formato dal 18º Reggimento bersaglieri esplorante corazzato, dal 7º Reggimento alpini con il Gruppo artiglieria alpina "Lanzo", dal 368º Gruppo di artiglieria da 149/19 Mod.1937 e da reparti vari.

### Fonti
1. 1 2  Generals.
2. ↑   Bollettino ufficiale delle nomine, promozioni e destinazioni negli ufficiali e sottufficiali del R. esercito italiano e nel personale dell'amministrazione militare, 1923,  p. 825. URL consultato il 23 settembre 2019.
3. ↑   Bollettino ufficiale delle nomine, promozioni e destinazioni negli ufficiali e sottufficiali del R. esercito italiano e nel personale dell'amministrazione militare, 1927,  p. 3368. URL consultato il 23 settembre 2019.
4. 1 2 3  Frigerio 2008, p. 246.
5. 1 2 3  Frigerio 2008, p. 247.
6. ↑  Supplemento ordinario alla Gazzetta Ufficiale del Regno d'Italia n.243 del 15 ottobre 1942, pag.15.